# Mauerner Höhlen
Die Mauerner Höhlen sind natürliche Karsthöhlen bei Mauern, einem Ortsteil der oberbayerischen Marktgemeinde Rennertshofen im Landkreis Neuburg-Schrobenhausen in Bayern.

## Beschreibung
Sie werden auch Weinberghöhlen von Mauern genannt und sind ein am Eingang des Wellheimer Urdonautals bei Mauern im Landkreis Neuburg-Schrobenhausen gelegenes Karsthöhlensystem.
Menschen nutzten die Mauerner Höhlen bereits im späten Mittelpaläolithikum. Bei Ausgrabungen in den 1930er und 1940er Jahren wurde neben Steinwerkzeugen und eiszeitlichen Tierknochen auch eine ca. 27.000 Jahre alte Venusfigurine aus Kalkstein gefunden, die Venus von Mauern.
Die Höhlen sind vom Bayerischen Landesamt für Umwelt als bedeutendes Geotop (185H003) ausgewiesen. Im Höhlenkataster Fränkische Alb werden die Höhlen als L 9a – L 9e geführt.

## Geographische Lage
Das aus fünf Einzelhöhlen bestehende System befindet sich im linken Hang am Eingang des Wellheimer Urdonautals nordwestlich der Ortschaft Mauern. Die sieben Höhleneingänge liegen rund 20 m über der Talsohle auf etwa 425 m ü. NHN. Das Areal um die Höhlen ist als Naturschutzgebiet Mauerner Höhlen ausgewiesen.

## Topographie
Die Gesamtlänge des Höhlensystems beträgt 121 m, die Gesamtfläche ca. 600 m². Die Höhlen sind über einen unbefestigten Fußweg zugänglich. Wegen Einsturzgefahr und zum Schutz vor Raubgräbern sind die Eingänge seit 1977 vergittert.